# Oxbow, Saskatchewan
Oxbow är en ort i Kanada.   Den ligger i provinsen Saskatchewan, i den sydöstra delen av landet, 2 000 km väster om huvudstaden Ottawa. Oxbow ligger 582 meter över havet och antalet invånare är 1 058.
Terrängen runt Oxbow är huvudsakligen platt. Oxbow ligger uppe på en höjd. Trakten runt Oxbow är nära nog obefolkad, med mindre än två invånare per kvadratkilometer.. Det finns inga andra samhällen i närheten.
Trakten runt Oxbow består till största delen av jordbruksmark.